# William Wright Smith
Pour les articles homonymes, voir William Smith et Smith.
William Wright Smith est un botaniste britannique, né le 2 février 1875 à Parkend près de Lochmaben en Écosse et mort le 15 décembre 1956 à Édimbourg.

## Biographie
Il est le fils de James T. Smith, fermier dans le Dumfriesshire et le jeune William acquiert très tôt l’amour de la nature et de sa terre natale. Il fait ses études jusqu’à ses seize ans à l’Académie de Dumfries. Il a alors l’intention de devenir maître d’école. Il part alors étudier à l’université d’Édimbourg et tente d’obtenir le diplôme pour les maîtres d’école du Moray House Training School. Après l’obtention de son diplôme, il officie durant dix ans comme maître d’école. Mais son intérêt pour les sciences naturelles le conduit à devenir l’assistant de Sir Isaac Bayley Balfour (1853-1922) et lecteur au sein du petit département de botanique de l’université d’Édimbourg. Ses tâches sont variées et il s’occupe particulièrement de mycologie : en plus de ses fonctions de lecteur, il organise des sorties mycologiques sur le terrain pour former les étudiants à la reconnaissance des champignons.
En 1907, il a la possibilité de quitter l’Écosse pour partir en Inde où, sous l’autorité du gouverneur du Bengale, il devient conservateur de l’herbier du jardin botanique de Calcutta. Après quatre ans de service, il est nommé directeur du jardin botanique ainsi que du service de recherche botanique de l’Inde, il reçoit également la tâche de s’occuper du jardin botanique Lloyd de Darjeeling. Il y développe une solide connaissance de la flore de l’Inde et de la Birmanie ainsi que d’autres régions tropicales grâce aux espèces en culture dans le jardin.
Ses fonctions englobent également des objectifs d’ordre pratique. Smith dirige ainsi deux grandes exploitations de plants de quinquina dans le district de Darjeeling ainsi qu’une usine à Mungpu chargée d’en tirer l’alcaloïde contenu dans l’écorce de quinquina, utilisée pour fabriquer de la quinine, principal médicament pour la lutte contre le paludisme. Smith est également chargé de la distribution et de la vente de ce médicament.
Dans le domaine botanique, il peut organiser et participer à l’étude botanique de vallées jusqu’alors inexplorées de l’Himalaya. En 1909, il remonte vers les sources des rivières Llonakh et Zemu, dans le nord-ouest de la province Sikh, régions que Joseph Dalton Hooker (1817-1911) n’avait pu pénétrer à cause de l’impénétrabilité des forêts de rhododendron. Ces régions sont si inhospitalières, que les nomades tibétains sont les seuls à s'y aventurer pendant quelques mois par an. L’année suivante, il explore la Vallée de Chumbi au Tibet. Il amasse alors suffisamment de documents pour qu’il puisse publier Records of the Botanical Survey of India.
Smith revient en Écosse en 1911 à l’invitation de Sir Balfour pour devenir l’assistant du directeur du jardin botanique d’Édimbourg. Il arrive en même temps que le matériel amassé par George Forrest (1873-1932) durant son expédition en Chine. L’expérience acquise par Smith en Inde lui sert pour l’étude des collections que George Forrest continue de faire parvenir en Écosse au fil de ses expéditions à la frontière du Tibet et de Birmanie ainsi que dans la province du Yunnan. À ces collections il faut ajouter celles de Reginald John Farrer (1880-1920) et Frank Kingdon-Ward (1885-1958) en Chine, les trois collecteurs rivalisant pour la découverte de nouvelles espèces. Ce travail débouche sur la description de plus de 550 espèces inconnues jusqu’alors.
Durant la Première Guerre mondiale, il est chargé de la production de bois en Écosse et commence alors à s’intéresser aux questions sylvicoles. Il succède à Sir Balfour, en 1922, comme professeur royal à l’université d'Édimbourg et conservateur royal du jardin botanique de l’université. Il supervise plusieurs publications importantes notamment sur les genres Rhododendron et surtout Primula, genre pour lequel il est assisté par Harold Roy Fletcher (1907-1978).
Ses cours sont très réputés et il continue à organiser des sorties sur le terrain pour ses étudiants. Smith s’attache également à mettre en culture, dans le jardin botanique, de nombreuses espèces supplémentaires. Il contribue à enrichir l’arboretum d’Édimbourg qui devient l’un des plus riches du monde.
Anobli en 1932, il devient membre de la Royal Society en 1945 et de diverses autres sociétés savantes, il préside notamment la Royal Society of Edinburgh de 1944 à 1949. Il reçoit divers titres honorifiques comme un doctorat ès sciences à l’université de Toulouse et un Doctorat of Laws à l’université d'Aberdeen. La Royal Society of Edinburgh lui décerne la médaille Makdougall-Brisbane, la Royal Horticultural Society la Médaille Victoria de l'honneur en 1925 et la médaille Veitch en 1930, la Société d'horticulture du Massachusetts la médaille George Robert White. Smith est membre honoraire de l’American Academy of Arts and Sciences. Il se marie avec Emma Wiedhofft, union dont il aura trois filles.